# Gemeinschaftshaus Martinsberg

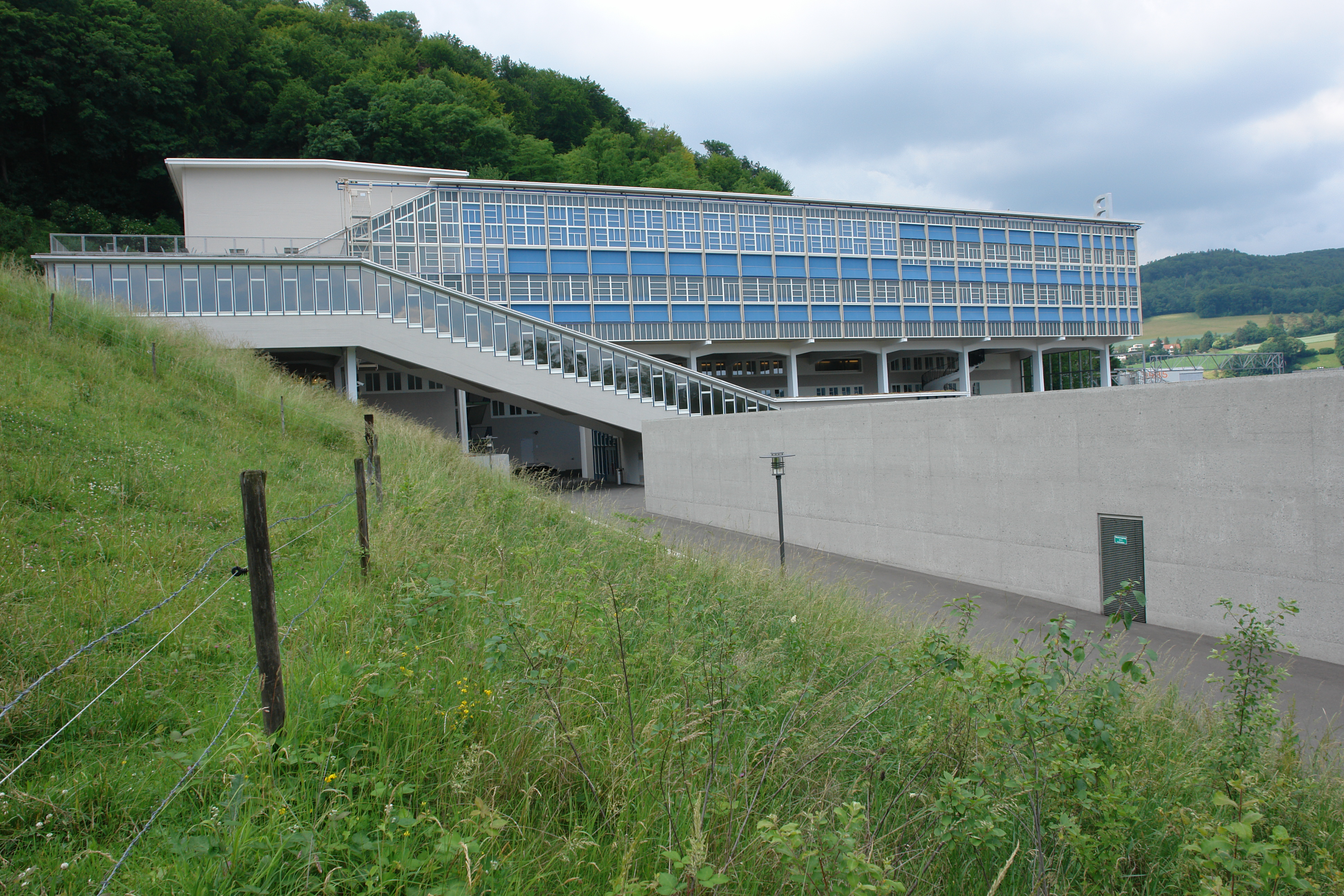
Gemeinschaftshaus Martinsberg

Das Gemeinschaftshaus Martinsberg ist ein von Armin Meili entworfenes Mehrzweckgebäude in Baden in der Schweiz, das in den Jahren 1952 und 1953 im Auftrag des Elektrotechnikkonzerns Brown, Boveri & Cie. errichtet wurde. Es diente den Angestellten des damals grössten Schweizer Unternehmens als Kantine und Freizeitzentrum. Später waren hier die Technikerschule des Nachfolgeunternehmens Asea Brown Boveri und die kantonale Fachhochschule für Wirtschaft und Verwaltung untergebracht. Seit 2006 ist es eines von zwei Schulgebäuden der Berufsfachschule Baden. Das Gemeinschaftshaus Martinsberg stellt ein für die Schweiz einmaliges Beispiel des Bautypus Wohlfahrtshaus dar und gilt als eines der bedeutendsten Bauwerke der Schweizer Nachkriegsmoderne. Aus diesen Gründen steht es als Kulturgut von nationaler Bedeutung unter Denkmalschutz.

## Gebäude

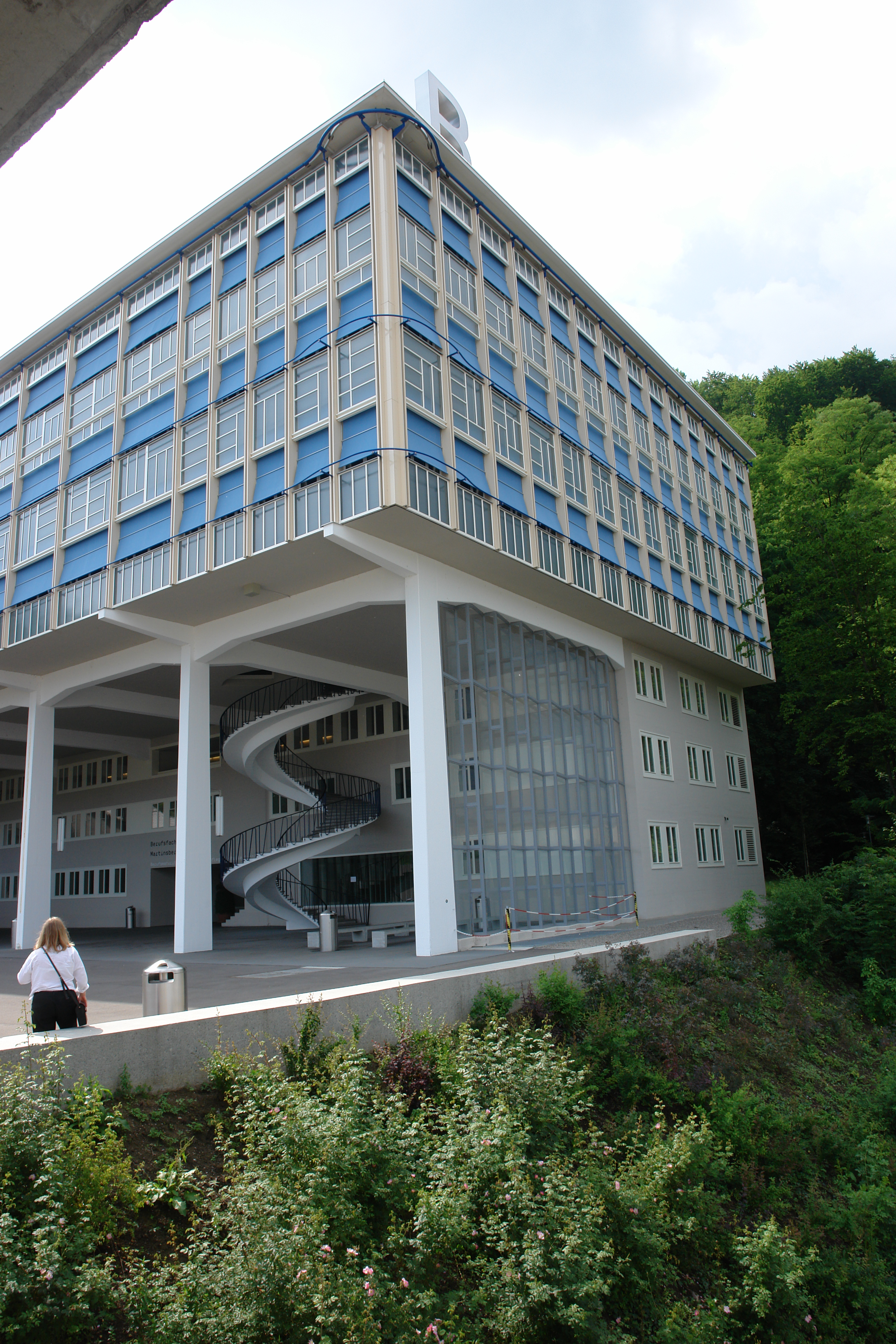
Ansicht von Osten

Auffällig am Gemeinschaftshaus sind die zehn rund 10 Meter hohen Säulen. Sie schaffen eine Art Vorhalle, da in diesem Bereich die drei Sockelgeschosse zurücktreten, während die oberen Stockwerke wie auf einem Tisch aufliegen. Mit dieser Bauweise wird die Höhendifferenz an der Hanglage am Martinsberg überwunden. Auch sollen die Leichtigkeit der Konstruktion und die Unabhängigkeit vom Erdboden symbolisiert werden. Eine filigrane Glaswand auf der Schmalseite der Vorhalle dient als Windschutz. Von weitem betrachtet scheinen die oberen Stockwerke als eigentlicher Baukörper fast nur aus Glasscheiben und Fenstersprossen zu bestehen. Sie bilden eine so genannte Vorhangfassade, bei der die Aussenwand nur ihr Eigengewicht trägt, während die tragenden Säulen im Innern eine Fortsetzung finden.
Drei unterschiedlich ausgestaltete Treppen mit prägnanter Formgebung ermöglichen den Zutritt zu den oberen Stockwerken. Ein vom Gebäude abgelöstes, gedecktes Treppenhaus führt den Hang hinauf, hebt sich aber durch zwei V-förmig gestellte Doppelstützen vom Terrain ab. Sechs Treppenläufe mit je elf Stufen werden durch Zwischenpodeste etappiert, der mittlere Handlauf ist mit einem Lichtband versehen. In der Mitte der Vorhalle windet sich eine spiralförmige, frei stehende Wendeltreppe in zwei vollen Umdrehungen hinauf zu einem Einschnitt im Boden des vierten Stockwerks. Am hangseitigen Ende der Vorhalle führt eine Treppe im Zickzack hinauf zum Quertrakt.

## Geschichte
Die 1891 gegründete Brown, Boveri & Cie. (BBC) entwickelte sich zu einem weltweit operierenden Konzern der Elektrotechnikbranche. Am Hauptsitz Baden besetzten die verschiedenen Werkhallen bald das gesamte Haselfeld, eine Ebene zwischen dem Bahnhof und dem Martinsberg. 1905 verfügten die Angestellten der BBC erstmals über eine Kantine. Es handelte sich dabei um ein Gebäude im Chaletstil, das ursprünglich beim Hotel Waldhaus Dolder in Zürich stand, zerlegt und in Baden an der Bruggerstrasse wieder aufgebaut wurde. Verschiedene Häuser dienten als Clubhaus für gesellige Anlässe: ab 1898 das Haus zum Schwert, ab 1918 das Bürgerhaus Augarten und ab 1943 die Villa Boveri, das ehemalige Domizil des Firmengründers Walter Boveri.
Nach Ende des Zweiten Weltkriegs wuchs die Grösse der Belegschaft stark an, weshalb die bestehende, baufällige Kantine den Anforderungen nicht mehr genügte. Die Firmenleitung wollte die gemeinsame Arbeitskraft der BBC symbolisch zum Ausdruck bringen und die soziale Unternehmenskultur weiterentwickeln, weshalb sie den Bau eines Wohlfahrtshauses ins Auge fasste. Den Planungsauftrag erhielt 1951 der Architekt Armin Meili zugesprochen, der bereits drei Wohnsiedlungen für BBC-Werkangehörige entworfen hatte. Im Januar 1952 legten die Auftraggeber den Hang des Martinsbergs als Bauplatz fest. Er lag somit am äussersten Rand des Fabrikareals abseits vom Verkehr, war aber dennoch rasch zu erreichen. Im April 1952 legte Meili einen ersten Entwurf vor, den er überarbeiten musste, weil die Auftraggeber eine andere Ausrichtung des Baukörpers wünschten.

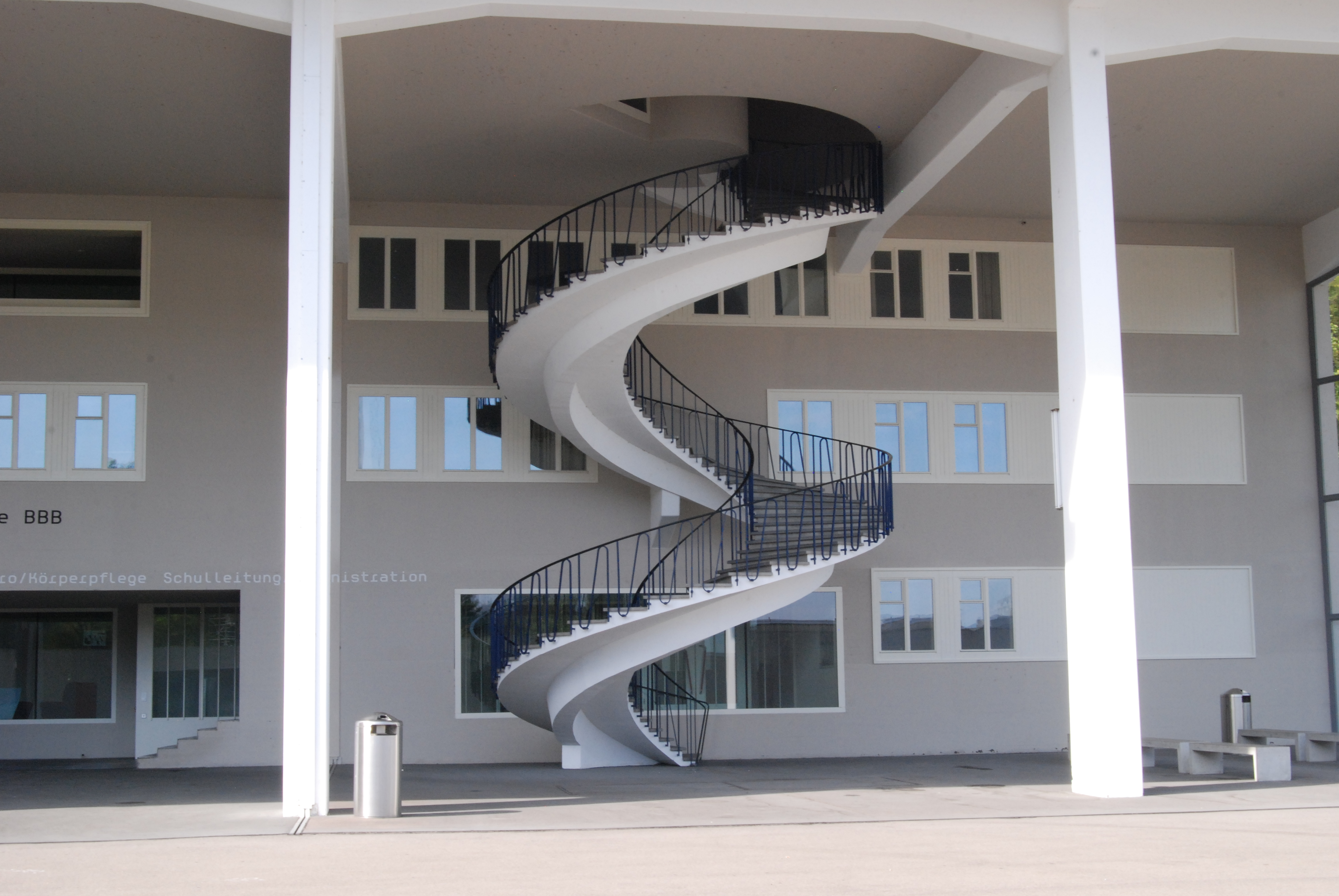
Wendeltreppe in der Vorhalle

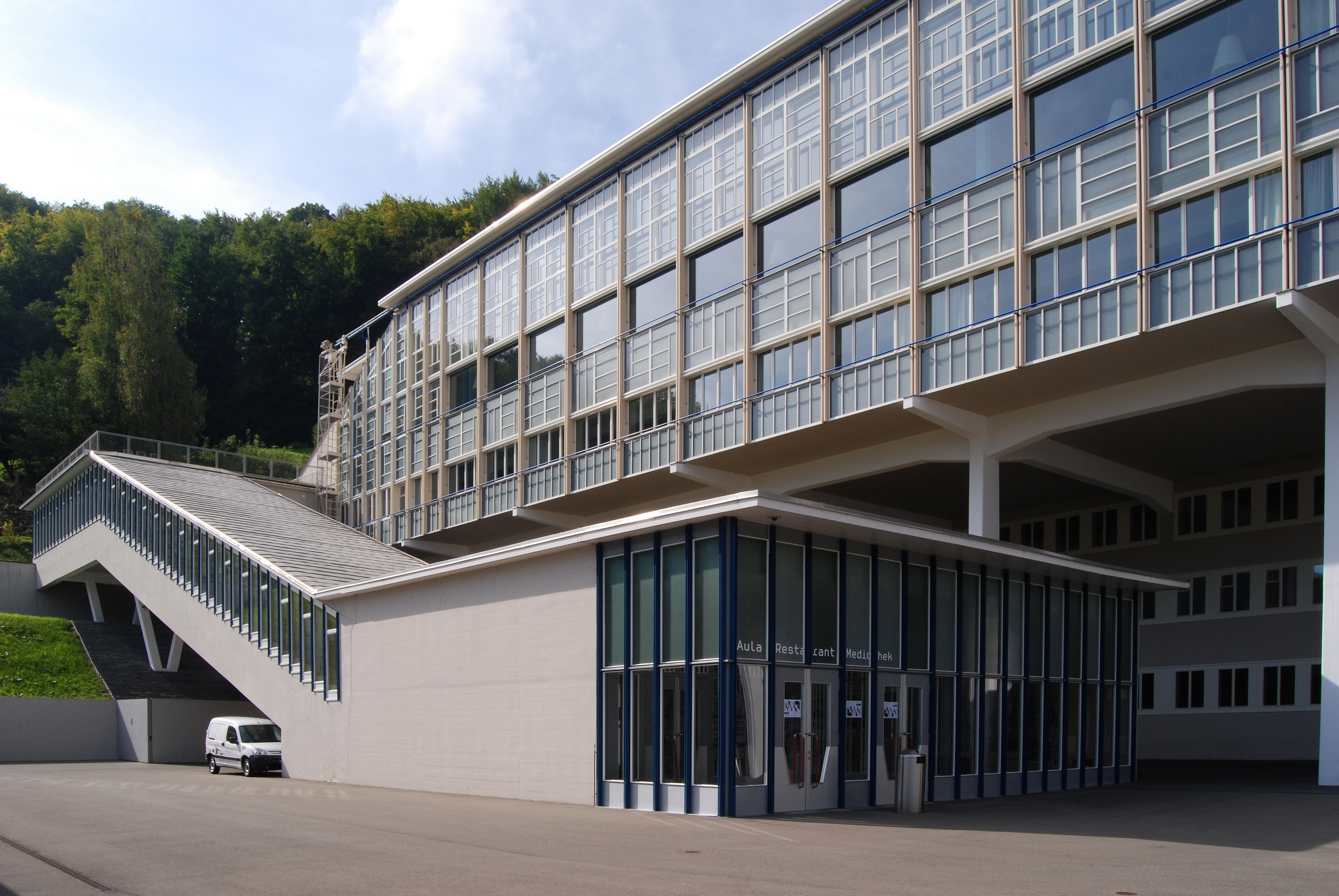
Treppenhaus am Hang

Die Eröffnung erfolgte nach rund eineinhalbjähriger Bauzeit am 6. Dezember 1953. Den Angestellten zur Verfügung standen ein grosser Saal für das Mittagessen und Abendveranstaltungen, ein kleiner Saal, Aufenthaltsräume, eine Bibliothek, eine Kegelbahn sowie verschiedene Räume zur Ausübung von Freizeitaktivitäten (mitsamt Fotolabor). In der Mittagspause konnten gleichzeitig 3000 Angestellte verpflegt werden. Meili beschrieb sein Bauwerk wie folgt: «Ein freundliches Haus, immer bereit, die Werksangehörigen aufzunehmen, damit sie in seinen Räumen einen fröhlichen und beschaulichen Feierabend verbringen, die Gemeinschaft und die Weiterbildung pflegen sowie in den Freizeitwerkstätten ihren Liebhabereien nachgehen können.»
Nach rund zwei Jahrzehnten sank die Auslastung des Gemeinschaftshauses aufgrund der höheren Mobilität und des veränderten Freizeitverhaltens zunehmend. Eine kommerzielle oder industrielle Umnutzung kam jedoch nicht in Frage. 1971 zog die Technikerschule der BBC ein, die vier Jahre später auch die Freizeitwerkstätten übernahm und für ihre eigenen Zwecke umfunktionierte. 1976 kamen zwei Schulungslaboratorien hinzu, 1981 entstand im Fotolabor ein Rechenzentrum. Nach der Fusion der BBC mit der Asea zur Asea Brown Boveri (ABB) im Jahr 1988 wurde das Fabrikareal zu einem grossen Teil neuen Nutzungen zugeführt. Die ABB verkaufte das Gemeinschaftshaus 1991 an den Kanton Aargau, der darin die Fachhochschule für Wirtschaft und Verwaltung unterbrachte. 1994 zog die ABB-Technikerschule aus. Ab 2004 wurde das Gebäude umfassend saniert und teilweise umgestaltet, seit 2006 ist die Berufsfachschule Baden alleinige Nutzerin des Gemeinschaftshauses.